# A skorpió és a varangy (Így jártam anyátokkal)
A skorpió és a varangy az Így jártam anyátokkal című televízió-sorozat második évadának második epizódja. Eredetileg 2006. szeptember 25-én vetítették, míg Magyarországon 2008. november 4-én.
Ebben az epizódban Barney visszavezeti Marshallt a csajozás világába. Lily is visszatér, Ted és Robin pedig megpróbálnak rájönni, hogy is érzi magát igazából a szakítás miatt.

## Cselekmény
Barney és Ted szerint Marshall végre túl van Lilyn. Barney azt javasolja, próbáljon meg csajozni. Az első próbálkozás katasztrofális lesz, Barney közbeavatkozik és ő lép le a lánnyal. Marshall nem akar még egyszer próbálkozni, de Barney meggyőzi, hogy segít neki a saját módszerével. Be is próbálkozik egy lánynál, de hirtelen őszintén bevallja, hogy nemrég szállt ki egy hosszú kapcsolatból és fogalma sincs, mit kellene csinálnia. Fura módon ez imponál a lánynak, de ekkor Barney ismét megjelenik és elviszi magával. Harmadjára egy egyetemi klubban próbálkoznak, ahol Marshall megszerzi egy lány számát, de Barney ezt is lenyúlja. Másnap elhenceg vele, hogy van egy ikernővére, és duplarandizhatnának – mígnem kiderül, hogy Barney édeshármast szeretne. A sértődött Marshall elhagyja a bárt.
Eközben Lily visszatér a városba, és Robinnal keres magának új lakást. Robin szerint nagyon boldognak tűnik, mert a tanár szerint a legjobb munkája is olyan, hogy nincs mit neki tanítania, és San Franciscóban is nagyon érdekes emberekkel találkozott. Ted aggódik, hogy Marshall összeomlik, ha megtudja, hogy volt menyasszonya vele ellentétben boldog. Később Ted is csatlakozik a lakásvadászathoz, ahol közli Robinnal, hogy látja, hogy Lily csak megjátssza, hogy boldog. Fogadnak, hogy három tequila után Lily elmondja az igazat. Isznak, és Lily még mindig boldog. Már Ted is kezdené belátni, hogy hátha tényleg minden rendben, amikor felhívják Lilyt telefonon, hogy a kiszemelt lakást már kiadták másnak. Ekkor teljesen kiborul, és elmondja az igazat: a nyara borzalmas volt. A tanára szerint tehetségtelen, és a városban is fura alakokkal futott össze. Szeretne újra összejönni Marshall-lal, amire Ted csak azt tanácsolja: csak akkor tegye ezt, ha teljesen biztos benne.
Lily éppen összefut a bárból távozó Marshall-lal. Bocsánatot kér tőle, elmondja, hogy San Francisco borzalmas volt, és megkérdi, nem-e kezdhetnék újra. Marshall azt feleli, hogy az a sok minden, amit a fejéhez vágott, az mind igaz volt, összetörte a szívét, és ezért nem jöhetnek össze – egyelőre legalábbis.Megbeszélik, hogy talán barátok maradhatnak, és beszélgetni kezdenek.
Az utolsó jelenetben Marshall megkéri valamire Lilyt, amire nem kérdezhet rá, hogy miért, csak meg kell tennie. Lily bemegy a bárba, ahol Barney az ikrekkel enyeleg, majd italt önt rá, közölve, hogy miatta lett chlamydiás. Nem sokkal később újra bejön, ezúttal sapkában, és újra leönti, mondván, az ikertestvére miatta lett chlamydiás. Ezzel a húzással Marshall visszavág, ugyanis tönkretette Barney duplarandiját.

## Kontinuitás
- Barney az "Ismered?" játékot játssza, ezúttal Marshall-lal.
- Barney "elméleti pacsit" ad.
- Barney bűvésztrükköt vet be, hogy lenyűgözze a lányokat.
- Barney és Marshall ismét azon veszekednek, melyikük Ted legjobb barátja.
- Ted ismételten kifejti, hogy Marshall oldalán áll a szakításukat követően.
- Ted, Robin és Lily abban a kínai étteremben esznek, ami korábban Lily lakása volt ("A párbaj")

## Jövőbeli visszautalások
- Az 1939-es érme, amit Ted talál, az események érdekes láncolatához vezet "A szerencsepénz" című részben, amelyikben emiatt kés le egy repülőt és bukik egy chicagói állást.
- "A legénybúcsú" című rész alapján Barney volt az, aki meggyőzte Lilyt arról, hogy jöjjön vissza. Csakhogy ha szigorúan vesszük az időrendiséget, ő elvileg már csak azután mehetett San Franciscóba, hogy Lily már eljött onnan.
- "A tökéletes koktél" című részben Barney és Marshall is bebizonyítják, hogy a tequila hatására kitörnek belőlük az érzések.
- Ebben az epizódban Ted fogad 5 dollárban Robinnal, hogy Lily újra össze akar jönni Marshall-lal. A "Nem sürgetlek" című részben pedig Lily fogad Marshall-lal, hogy Ted és Robin nem jönnek össze.

## Érdekességek
- Ez az egyik olyan epizód, amit nem a sorozat zömét rendező Pamela Fryman rendezett.
- Az epizód címe (mely egy italbár neve a sorozatban) utalás egy közismert állatmesére, melyben a skorpió, ígérete ellenére, halálra sebzi a folyó közepén az őt átvivő békát, pedig így mindketten meghalnak. A skorpió azzal mentegetőzik, hogy ilyen a természete. A mese morális tanulsága, hogy egyes emberek nem tudnak megváltozni akkor sem, ha pedig ígéretet tettek arra, átvitt értelemben érthető Barneyra is, aki csajozó természetű lévén folyton lenyúlja Marshall nőit, akiket pedig ő szervez be neki.
- "A világ legjobb párosa" című rész alapján Lily allergiás a kutyákra, itt mégis szeretgeti őket.

## Vendégszereplők
- Diane Mizota – Marshall első randija
- Josh Wingate – Mike
- Nicole Garza – Jenny
- Natalie Garza – Jessie
- Sundeep Ahuja – Dan
- Barry Finkel – őrült fickó
- Kelly Mullis – Paula
- Lara Wickes – Amy

## Zene
- The Hives – Walk Idiot Walk
- The Elected – It Was Love